# 金門縣立烈嶼國民中學
金門縣立烈嶼國民中學（英語：Kinmen County Lie-Yu Junior High School），簡稱烈中，是中華民國金門縣烈嶼鄉的一所中學，亦是金門縣唯一一間離島的中學。全校一到三年級有六班，現有學生89人。本校學區涵括烈嶼鄉五個行政村，有林湖村、黃埔村、上岐村、西口村、上林村等。

## 歷史
烈嶼國中前身為金城國民中學烈嶼分部創立於1966年8月1日。創校初年校舍暫借烈嶼上岐國民小學上林分班授課，學生僅有初二乙班40人，初一兩班77人，翌年新建校舍竣工，始將學生遷入現址並奉福建省教育廳更名為「金門縣立烈嶼國民中學」，隨學生人數增多，校舍擴建迄今。

## 歷任校長
| 任次 | 姓名   | 任期起於  | 任期訖於  |
| ---- | ------ | --------- | --------- |
| 1    | 梁宗傑 | 1967年5月 | 1968年8月 |
| 2    | 俞瀛   | 1968年8月 | 1972年8月 |
| 3    | 藤子清 | 1972年8月 | 1974年8月 |
| 4    | 翁志勵 | 1974年8月 | 1979年8月 |
| 5    | 李光明 | 1979年8月 | 1982年8月 |
| 6    | 李再杭 | 1982年8月 | 1985年8月 |
| 7    | 王世宗 | 1985年8月 | 1993年8月 |
| 8    | 鄭啟超 | 1993年8月 | 1995年8月 |
| 9    | 楊清國 | 1995年8月 | 1998年8月 |
| 10   | 李再杭 | 1998年8月 | 2002年8月 |
| 11   | 吳啟騰 | 2002年8月 | 2006年8月 |
| 12   | 宋文章 | 2006年8月 | 2014年8月 |
| 13   | 黃明森 | 2014年8月 | 2018年8月 |
| 14   | 林永進 | 2018年8月 | 2022年8月 |
| 15   | 黃文華 | 2022年8月 | 現任      |

## 姐妹學校
- 美国加利福尼亞州：舊金山法國中學（英语：Lycée Français de San Francisco）[1]